# سوپر ام
سوپر اِم (انگلیسی: SuperM؛ هانگول: 슈퍼 엠) یک ابرگروه کره‌ای است که در سال ۲۰۱۹ توسط اس.ام. انترتینمنت و کاپیتال میوزیک گروپ تشکیل شده‌است. اعضای این گروه شامل هفت عضو از سه گروه پسرانهٔ اس.ام. ته‌مین از شاینی، بک‌هیون و کای از اکسو، و ته‌یونگ، مارک، تن و لوکاس، اعضای ان‌سی‌تی که در یکی از زیر گروه‌های این‌گروه یعنی ان‌سی‌تی ۱۲۷ و وِی وی هم فعالیت می‌کنند. این گروه در ۴ اکتبر سال ۲۰۱۹ و با انتشار آلبومی به نام «سوپر ام» شروع به کار کرد.

## تاریخچه

### پیشینه و تشکیل
همهٔ اعضای سوپرام از گروه‌های پسر در حال فعالیت زیر نظر کمپانی سرگرمی اس‌ام هستند. تمین از سن ۱۴ سالگی وقتی به عنوان عضوی از شاینی در می ۲۰۰۸ دبیو کرد، فعال بوده‌است. بکهیون و کای به عنوان اعضای اکسو (اکسو-کی) در آوریل ۲۰۱۲ دبیو کردند. تیونگ، تن و مارک به عنوان اعضای ان‌سی‌تی در آوریل ۲۰۱۶ دبیو کردند. لوکاس در ژانویه ۲۰۱۸ به عنوان عضو جدید ان‌سی‌تی دبیو کرد. برای فعالیت‌های زیر مجموعه ان‌سی‌تی، تیونگ و مارک در ژوئیه ۲۰۱۶ به زیر مجموعه مبتنی بر سئول ان‌سی‌تی، ان‌سی‌تی ۱۲۷، اضافه شدند. مارک همچنین در اوت ۲۰۱۶ در زیرمجموعهٔ نوجوانانهٔ ان‌سی‌تی، ان‌سی‌تی دریم، نیز دبیو کرده‌است. تن و لوکاس در ژانویه ۲۰۱۹ به زیر مجموعهٔ چینی ان‌سی‌تی، ویشن وی، اضافه شدند.
در ۲۰۱۹، قبل از اعلام رسمی آغاز به کار سوپرام، شایعاتی بود که کمپانی سرگرمی اس‌ام برنامهٔ آغاز به کار سوپر گروه پسرانهٔ کی-پاپی را دارد.در ۷ اوت ۲۰۱۹، رئیس گروه موسیقی کپیتال، استیو بارنت و بنیانگذار اس‌ام اینترتینمنت، لی سو مان، رسماً گروه را به‌عنوان سوپر ام در کنگره کپیتال ۲۰۱۹ اعلام کردند. «M» در SuperM مخفف Matrix و Master است با توجه به اینکه هر یک از اعضای در حال حاضر یک ستاره شناخته شده در گروه‌های خود هستند. تیزرها اعضای گروه را نشان می‌داد و هرکدام توانایی اجرا، آواز و رپ داشتند. این گروه که به‌عنوان «انتقام جویان کی پاپ» توصیف می‌شود، بیشتر بر روی موسیقی مبتنی بر اجرا تمرکز دارند. مدیر عامل و مدیر SM A&R، کریس لی اظهار داشت که این گروه حدود یک سال در دست کار بود و احساس کرد قیاس انتقام جویان مناسب است زیرا به گفته وی، «هر انتقام‌جو گروه خاص خود و مرد آهنی و ثور فیلم‌های خود را دارند، اما با هم، آنها هم افزایی بیشتری دارند، بنابراین همانند آن، اعضا حرفه خود و گروه‌های خود را دنبال می‌کنند، اما با هم، یک همکاری از نوع مثبتند.»

## ترانه‌شناسی

### آلبوم چندآهنگه
| عنوان   | جزئیات                                                                                               | بالاترین موقعیت در کره |
| ------- | --- | ---------------------- |
| سوپر ام | * تاریخ انتشار: ۴ اکتبر ۲۰۱۹ - انتشار: اس.ام. کاپیتال - قالب‌ها: CD، LP، دانلود دیجیتال، پخش اینترنتی | ۳                      |

### تک‌آهنگ‌ها
| عنوان                | سال  | آلبوم    |
| -------------------- | ---- | -------- |
| «جاپینگ»             | ۲۰۱۹ | سوپر ام  |
| «۱۰۰»                | ۲۰۲۰ | سوپر وان |
| «ببر درون»           | ۲۰۲۰ | سوپر وان |
| «یک (هیولا و ابدیت)» | ۲۰۲۰ | سوپر وان |

## فیلم‌شناسی

### نماهنگ
| عنوان    | سال  | مدیر     | مرجع. |
| -------- | ---- | -------- | ----- |
| «جاپینگ» | ۲۰۱۹ | ووگی کیم | [ ۶ ] |